# 船王村
船王村，中华人民共和国山东省东营市利津县北宋镇所辖行政村。位于利津县西南部。全村人口108户，356人(2010年底)。耕地面积519.78亩。行政区划代码370522101255。